# Inscripció de Çineköy

Distribució del luvi, en violeta

La Inscripció de Çineköy és una inscripció bilingüe escrita amb jeroglífics luvis i llengua fenícia. La inscripció data de la segona meitat del segle viii abans de la nostra era. La descobriren al 1997, a prop del poble de Çine (Yüregir), que es troba a uns 30 km al sud d'Adana, capital de la província d'Adana (antiga Cilícia), al sud de Turquia.(1)
La troballa fou publicada per primera vegada al 1999, i la primera edició de la inscripció es va publicar l'any 2000. Es van fer addicions a la interpretació de la inscripció al 2007, 2012, 2015, i 2017.
Una altra inscripció important del mateix tipus es coneix com la Inscripció Bilingüe de Karatepe, descoberta abans. Totes dues descriuen els reis de l'antiga Adana com de la «casa de Mopsos», (en jeroglífic luvi com Muksa i en fenici com Mopsos en la forma mps). Fou un rei llegendari de l'antiguitat.

## Descripció
L'objecte en què es troba la inscripció és un monument al déu del tro Tessub. La inscripció la va escriure el governant conegut com a Urikki en els textos assiris, que equival a War(a)ika en luvi. La qüestió de si és la mateixa persona que Awar(i)ku de la Inscripció de Karatepe o una altra persona continua sent discutida. Era un rei vassall del Regne de Que (nom assiri), l'actual Cilícia. En luvi aquesta zona es coneixia com Hiyawa.
En aquesta inscripció monumental, Urikki es refereix a la relació entre el seu regne i els senyors assiris. A més a més, en la versió fenícia de la inscripció, Awariku afirma haver construït 15 fortaleses al seu regne. En la versió luvi de la inscripció, la mateixa frase es mal interpreta com una referència a la destrucció de fortaleses.

## Síria com a designació luvi d'Assíria

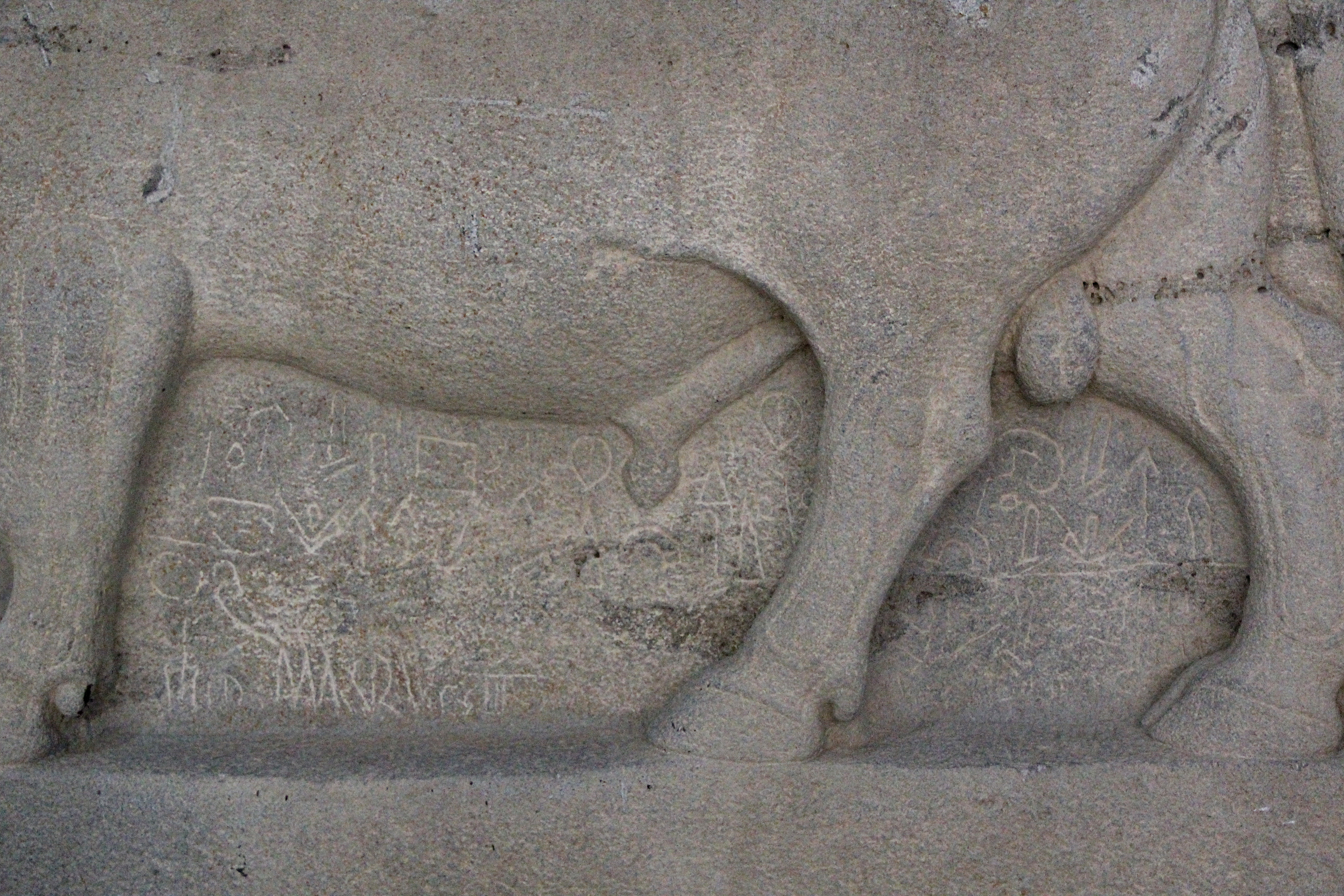
Part de la inscripció de Çineköy al Museu d'Arqueologia d'Adana

La Inscripció de Çineköy té una importància cabdal per a determinar l'etimologia del terme Síria, una qüestió molt discutida entre els estudiosos des del 1871, quan Theodor Nöldeke proposà una explicació lingüística basada en la derivació de Síria d'Assíria, que rebé un suport majoritari. El descobriment de la Inscripció de Çineköy proporcionà una evidència de la connexió directa entre els termes Síria i Assíria. La secció fenícia de la inscripció esmenta ʾŠR (Assur/Asshur), i també ʾŠRYM (Assiris), mentre que la secció luvi narra el mateix contingut utilitzant SU-RA/i (Síria). En analitzar la inscripció, l'historiador Robert Rollinger assenyalà al 2006 que la secció luvi mostra evidència concloent de l'ús originari del terme Síria com a sinònim d'Assíria, i en resol així la qüestió.(5)
La secció de la inscripció fenícia diu:
I el rei [d'Aššur i (?)]
la "Casa" sencera d'Aššur ('ŠR) era per a mi un pare [i una]
mare, i el DNNYM i els assiris ('ŠRYM)
eren una sola "Casa".
La secció corresponent de la inscripció luvi diu:
§VI I després, el/un rei assiri (su+ra/i-wa/i-ni-sa(URBS)) i tota la "Casa" assíria (su+ra/i-wa/i-za-ha(URBS)) es feren un pa[re i una ma]re per a mi, §VII i Hiyawa i Assyria (su+ra/i-wa/i-ia-sa-ha(URBS)) es feren una sola "Casa".
En observar el consens acadèmic sobre la interpretació dels termes Síria / Assíria en la Inscripció de Çineköy, alguns investigadors també han examinat termes semblants, que apareixen en altres inscripcions, la qual cosa suggereix algunes interpretacions més.